# Jean-Marc Brûlé
Pour les articles homonymes, voir Brûlé.
Jean-Marc Brûlé, né le 16 juin 1965 à Caen (Calvados) et mort le 25 novembre 2023 à Pléchâtel (Ille-et-Vilaine), est un homme politique français, conseiller régional d'Île-de-France. 
Il est secrétaire national adjoint d'Europe Écologie chargé des élections et des institutions et fondateur de la commission Asie des Verts. Président de L'Atelier, un centre de ressources régional de l'économie sociale et solidaire, il fonde en 2003 l'ONG Green Lotus, contribuant au dialogue en faveur de la démocratie et au développement durable en Birmanie.

## Biographie

### À Paris
En 1994, Jean-Marc Brûlé participe à la création de la Convention pour une alternative progressiste (CAP), qu'il quitte vers 1998. Il part un an en Inde et en revient écologiste. Il rejoint le parti des Verts, comme bon nombre des militants de la CAP.
En 1998, il fonde la commission Asie des Verts, spécialisée sur l'Asie au sein de la commission Transnationale des Verts, et dont il est le président,.
Engagé dans la défense de la cause du Tibet, il mène notamment des campagnes de parrainage de prisonniers politiques tibétains en Chine en collaboration avec le Comité de soutien au peuple tibétain (CSPT). En septembre 2000, il organise une rencontre entre Dominique Voynet, alors ministre de l'environnement, et le 14e dalaï lama. Le 7 juin 2009, il conduit une délégation d’Europe Écologie, comprenant José Bové et Kalshang Dolma Rangeard, reçue en audience par le dalaï-lama.
En 2000, il est élu secrétaire départemental des Verts Paris. Il est directeur de campagne des Verts Paris (menée par Yves Contassot) pour les municipales et participe à la victoire de la gauche (Bertrand Delanoë) et des Verts en mars 2001. 
En 2008, avec Daniel Brunel, vice-président PCF et Jean-Paul Planchou, chef du groupe PS au conseil régional, Jean-Marc Brûlé soutient une étude d'Ernst & Young sur la réintroduction du ballon dirigeable en Ile-de-France,,.
Il suit pour les Verts les dossiers de la réforme territoriale et a été auditionné, avec Cécile Duflot, Jean-Vincent Placé, par le comité Balladur,.

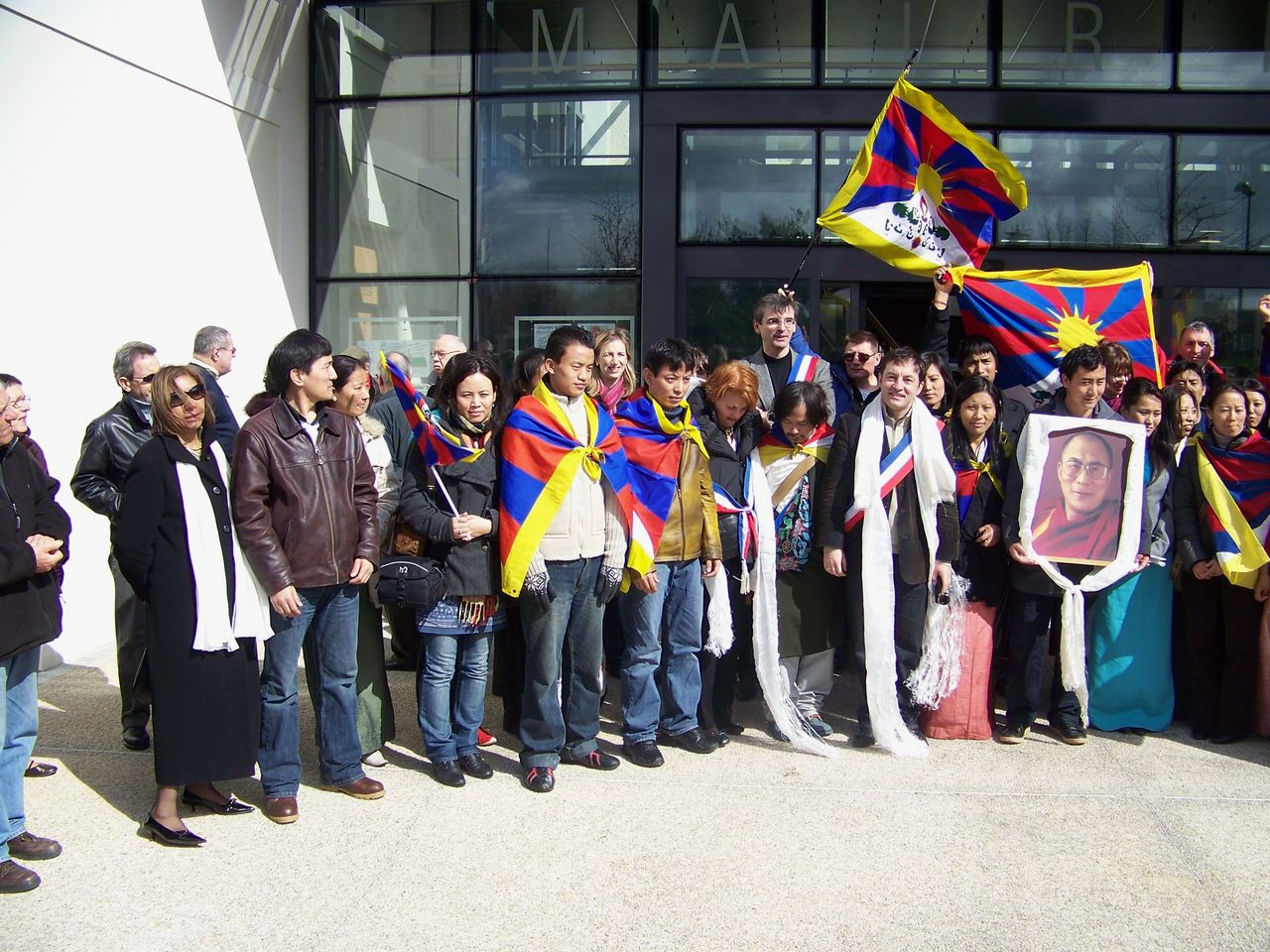
À la suite d'une motion, le drapeau tibétain est dressé sur le fronton de la mairie de Cesson. Cérémonie en présence du maire Jean-Marc Brûlé, de représentants de la Communauté tibétaine de France et de Cessonnais, 29 mars 2008.

### En Seine-et-Marne

#### Conseiller régional
Jean-Marc Brûlé quitte Paris en 2001 pour s'installer à Dammarie-les-Lys (77) et devient porte-parole des Verts de Seine-et-Marne. En 2002, il est candidat Verts-PS à l'élection législative de la première circonscription. Il obtient au second tour 40,35 % des suffrages, face au député-maire sortant, Jean-Claude Mignon (UMP).
Aux élections régionales de 2004, il est élu conseiller régional sur la liste du département de Seine-et-Marne avec deux autres Verts, Hélène Lipietz et Pascal Marotte, rejoints ensuite par Liliane Pays.
Au Conseil régional, il est président de la commission Développement économique et emploi où il porte une attention particulière à l'économie sociale et solidaire ainsi qu'aux éco-activités (nouveaux matériaux, économies d'énergie, énergies renouvelables, bâtiments HQE, commerce équitable, agriculture biologique…). Il est aussi membre de la commission d'appels d'offres, de la commission Affaires internationales, membre du bureau de l'ARD et 1er vice-président du parc naturel régional du Gâtinais français.
En collaboration avec Francine Bavay, vice-présidente chargée du Développement social, de l'Économie sociale et solidaire, de la Santé et du Handicap, il participe à la création d'une association régionale d'aide à l'économie sociale et solidaire. Le Centre de ressources régional de l'économie sociale et solidaire, surnommé « L'Atelier », est créé en mars 2007 après deux ans de préparation. Lors de la première assemblée générale, il en est élu président, poste qu'il occupe toujours après sa réélection au conseil régional d'Île-de-France en 2010, et jusqu'en en 2015. « L'Atelier » disparaît en 2017 à l'initiative de Valérie Pécresse après son élection à la présidence de la Région.
En 2007, il est à nouveau candidat, avec la seule étiquette Verte cette fois, sur la première circonscription de Seine-et-Marne. Les Verts ont refusé le 13 mai 2007 par vote au Conseil national inter régional la proposition d'accord électoral des socialistes pour les législatives, il se présente, bien qu'ayant un candidat PS en concurrence. Il réalise 4,56 % et plus de 10 % à Cesson.

#### Élection à la mairie de Cesson
En mars 2006, Jean-Marc Brûlé déménage à Cesson, commune de 9 000 habitants de la ville nouvelle de Sénart (Seine-et-Marne). Il s'engage dans l'association d'opposition locale de gauche, Cesson avec vous, dont les adhérents l'élisent tête de liste pour l'élection de 2008. Une liste d'union de la gauche, essentiellement socialiste et verte, est alors constituée. Marika Leduc, socialiste, est deuxième de liste. 
Le 9 mars 2008, la liste qu'il mène, Une nouvelle ambition pour Cesson, remporte les élections municipales, avec 54,77 % des suffrages face au maire sortant Christian Didion, sans étiquette. Jean-Marc Brûlé devient le premier maire Vert de Seine-et-Marne.

#### L'EPA et l'Ecopôle de Sénart
Jean-Marc Brûlé est membre du conseil d'administration de l'Établissement public d'aménagement de la ville nouvelle de Sénart. Il contribue à créer en 2005 l'Écopôle de Sénart, un parc d'activités ayant pour but d'accueillir des éco-industries liées au développement durable, un site pilote de 74 hectares en Île-de-France sur les villes de Moissy-Cramayel, Combs-la-Ville et Lieusaint.

#### Crise à Cesson
Le 16 janvier 2010, trois élus membres du conseil municipal démissionnent en raison de divergences importantes sur la gestion de la ville, notamment une hausse des impôts locaux. Lors du conseil municipal du 7 avril, Jean-Marc Brûlé propose alors, puisque les critiques se concentrent sur sa propre personne, de quitter son poste de maire. Il espère ainsi éviter d'autres démissions qui provoqueraient un scrutin anticipé.
Pourtant, deux nouveaux conseillers municipaux de son équipe démissionnent, et cinq conseillers municipaux de son équipe (auxquels s'ajoutent les six conseillers municipaux d'opposition) votent contre le budget qui passe néanmoins d'une courte majorité. Ces démissions provoquent des élections municipales anticipées les 20 et 27 juin 2010. Jean-Marc Brûlé soutient la liste menée par Lylian Sénéchal, qui arrivera en troisième position devant la liste présentée par le PS mais derrière la liste conduite par Marika Leduc arrivée deuxième. La liste conduite par Olivier Chaplet qui arrive en tête.
Un an plus tard, le maire Divers Droite successeur, débaptise deux rues nouvelles dont les noms (Hubert Reeves et Vandana Shiva, deux personnalités écologistes) avaient été choisis par la majorité précédente, entraînant l'ire et l'indignation de son prédécesseur Vert.

### Activités politiques nationales

#### Les Verts et Europe Écologie
Au congrès des Verts de 2008, Jean-Marc Brûlé fait partie des responsables du courant cochettiste « Urgence écolo ». Il est en tête de liste de la motion, qui en novembre remporte 14,2 % se classant en troisième position des 6 motions, et rejoint en décembre la motion de synthèse portée par Cécile Duflot, réélue à une large majorité à la tête du parti. Mais l'alliance du député de Paris (Yves Cochet) avec Denis Baupin, puis son départ, affaiblit ce courant. Rebaptisé "Urgence écolo ! Urgence sociale !" et rejoint par Jean Desessard, sénateur de Paris, ce courant fait pourtant jeu égal avec l'alliance Cochet-Baupin lors du vote des adhérents. Depuis décembre 2008, Jean-Marc Brûlé est Secrétaire National Adjoint chargé des élections.
En 2010, il est directeur de campagne d'Europe Écologie au niveau national pour les élections régionales, et est l'artisan avec Jean-Vincent Placé de la fusion des listes au second tour avec le parti socialiste,,. En 2011, il est encore une fois responsable des élections et le 15 mars, il est, avec Jean-Vincent Placé, l'un des deux dirigeants nationaux d’Europe Écologie à négocier un programme communs avec Claude Bartolone au bureau de Martine Aubry.
Lors de la primaire présidentielle écologiste, Jean-Marc Brûlé soutient Nicolas Hulot,,.
En raison de sa fonction de secrétaire aux élections d'EELV, dans le cadre d’un accord national avec le PS, Jean-Marc Brûlé est investi dans la 11e circonscription (Sénart) pour les élections législatives de 2012. Mais, en janvier 2012, le PS décide finalement d'investir Olivier Faure dans cette circonscription où la gauche est bien placée pour gagner. Cette entorse à l'accord le mène à renoncer à présenter sa candidature.

#### Primaire présidentielle socialiste et élections législatives de 2017
Jean-Marc Brûlé fait partie de l'équipe de campagne de Jean-Luc Bennahmias pour la primaire citoyenne de 2017.
Il se présente aux élections législatives de 2017 en Haute-Savoie, dans la deuxième circonscription, sous l'étiquette du Parti radical de gauche, rassemblant 1,20 % des suffrages.

### Mandats
- Conseiller régional Île-de-France d'Europe Écologie Les Verts[50], 2004-2010 et 2010-2015.
- Secrétaire National des Verts, adjoint aux élections, aux élus et aux institutions (2008-2011)

### ONG Green Lotus
En 2003, Jean-Marc Brûlé cofonde Green Lotus, une ONG contribuant au dialogue en faveur de la démocratie et visant à promouvoir le développement durable en Birmanie. 

#### Affaire judiciaire
En septembre 2014, Valérie Pécresse, conseillère régionale UMP critique une subvention du conseil régional d'Île-de-France de 60 000 € attribuée à Green Lotus, sans indication du nom de son président,. En réponse, Jean-Marc Brûlé indique : « Je ne suis plus président, il s’agit maintenant de Franck Contat », reconnaissant cependant être « l’un des animateurs principaux » de Green Lotus. Le conseil régional n'avait pas octroyé de subvention à cette ONG auparavant.
Le 26 juin 2024, Jean-Paul Huchon est condamné à huit mois de prison avec sursis et 10 000 euros d’amende pour prise illégale d’intérêts, pour avoir fait attribuer par la région Île-de-France une subvention de 60 000 euros à l’association « Green lotus », en cachant aux élus du conseil régional qu’elle était présidée par Jean-Marc Brûlé, membre EÉLV de la majorité le soutenant au sein de cette assemblée.